# Флотація мідно-нікелевих руд
Флотація мідно-нікелевих руд

## Характеристика вихідної сировини
Див. також Мідно-нікелеві руди
Основна маса нікелю (65 %) вилучається з магматичних сульфідних мідно-нікелевих руд у вигляді сульфідних мінералів і силікатів, характеристика яких наведена у табл. 6.8. Основні мінерали в рудах цих родовищ — піротин, пентландит, халькопірит, магнетит, зустрічаються пірит, кубаніт, полідиміт, нікелін, мілерит, віоларит, а також мінерали платинової групи, галеніт, сфалерит, борніт. Вміст нікелю в сульфідних рудах коливається від 0,3 до 4 %, а співвідношення міді і нікелю в маломідистих рудах коливається від 0,5:1 до 0,8:1, у високомідистих — від 2:1 до 4:1. В цих рудах, крім міді і нікелю, міститься кобальт, а також золото, платина, паладій, рутеній, селен, телур і ін. На території України нікелеві руди виявлено на Побужжі (6 родовищ) та у Придніпров'ї (4 родовища).

## Флотаційні властивості компонентів руд
За флотаційними властивостями нікелеві мінерали (сульфіди і арсеніди) близькі до піриту і арсенопіриту. Основні сульфіди нікелю (пентландит, нікелистий піротин, мілерит) порівняно легко окиснюються розчиненим у пульпі киснем. При високій концентрації кисню в пульпі основним продуктом окиснення пентландиту є суміш гідроксидів тривалентного заліза і двовалентного нікелю, а продуктом окиснення мілериту — тільки гідроксид двовалентного нікелю. У відновному середовищі на поверхні пентландиту може утворитися суміш карбонату і гідроксиду двовалентного заліза і гідроксиду двовалентного нікелю. Утворення суміші продуктів окиснення, які відрізняються параметрами кристалічних ґраток, не може привести до утворення щільної пасивуючої плівки окисних сполук на поверхні пентландиту і тим самим суттєво впливати на його флотованість у звичайних умовах флотації сульфгідрильними збирачами.
Піротин — основний рудний мінерал. Його властивість як носія нікелю виявляється у вигляді твердого розчину сульфіду нікелю і дрібних включень або емульсійного вкраплення пентландиту в піротині. Піротин буває сильно- і слабомагнітним. Значна частина нікелю (до 25 %) у вкраплених рудах не вилучається. До цієї категорії належить силікатний нікель, який представлений емульсійним вкрапленням пентландиту в силікатах, і нікелем, який ізоморфно зв'язаний з силікатами (олівіном, серпентином, піроксеном).
Піротин окиснюється киснем повітря ще швидше ніж сульфіди нікелю. При цьому продукти окиснення утворюють на поверхні піротину дуже щільну плівку, яка перешкоджає взаємодії мінералу як зі збирачем, так і з активатором. Утворення на поверхні піротину пасивуючої окисної плівки є причиною незадовільної флотації звичайного і нікелистого піротинів. Крім того, піротини різної крупності і модифікації мають різну флотованість. Звичайно, чим вище вміст тривалентного заліза в піротині, тим краще він флотується сульфгідрильними збирачами. Незадовільна флотованість піротину погіршується депресуючою дією катіонів кальцію і магнію, які виділяються вмісними породами у рідку фазу пульпи, а також наявністю у пульпі тонких шламових частинок природно-гідрофобних силікатних мінералів (тальку, хлориту, серициту), які можуть екранувати бульбашки повітря і тим самим утруднювати закріплення на них зерен сульфідних мінералів. Для інтенсифікації флотації піротину запропоновано декілька способів.

## Особливості флотації мідно-нікелевих руд
За одним із способів флотацію піротину проводять у кислому середовищі (рН = 4 — 5), яке забезпечує розчинення або руйнування на його поверхні окиснених сполук. Іншим, найбільш розповсюдженим способом інтенсифікації флотації піротину є модифікація його поверхні в результаті активуючої дії мідного купоросу. Активація піротину солями міді приводить до стабілізації його поверхні навіть в умовах аерації пульпи. Добавки ксантогенату у розчин з мідним купоросом підвищують щільність сорбції сполук міді на піротині і знижують її на поверхні піриту і халькопіриту. Ефективність активуючої дії мідного купоросу на флотацію піротину значною мірою залежить від оптимального співвідношення витрат активатора і соди, яка сприяє осадженню солей лужноземельних металів і заліза. Добавки сірчаного натрію сприяють руйнуванню окисних сполук заліза на поверхні піротину та покращують його активацію мідним купоросом і флотацію в лужному середовищі.
Основні промислові мінерали нікелю (пентландит, нікелистий піротин, мілерит) флотують з використанням бутилового, амілового та ізопропілового ксантогенатів. При цьому необхідна концентрація ксантогенатних йонів залежить від рН пульпи.
Наявність у мідно-нікелевих рудах легкофлотованих алюмосилікатів (тальку, серициту, хлориту, серпентину і ін.) спричиняє розубожування концентратів і підвищення їхньої тугоплавкості. Для депресії цих сполук застосовують неорганічні (рідке скло, тринатрійфосфат, пірофосфат) і органічні (крохмаль, борошно, декстрин, карбоксиметилцелюлозу і ін.) реагенти. Найбільше розповсюдження з них отримала карбоксиметилцелюлоза.

## Технологічні схеми і режими флотації мідно-нікелевих руд

Рис. 1 — Технологічна схема флотації вкрапленої мідно-нікелевої руди з одержанням колективного мідно-нікелевого концентрату

Специфічність технологічних схем збагачення мідно-нікелевих руд обумовлюється особливостями їхнього речовинного складу, необхідністю комплексного використання сировини і вилучення у відповідні продукти збагачення, крім нікелю і міді, інших цінних компонентів (платини, золота, срібла, кобальту і ін.), можливістю наступної переробки отриманих концентратів.
На збагачувальних фабриках застосовують в основному три групи схем:
- — схеми флотації з одержанням колективного мідно-нікелевого концентрату;
- — схеми колективної флотації сульфідів з наступним розділенням отриманого концентрату на мідний і нікелевий;
- — комбіновані магнітно-флотаційні схеми з одержанням як колективних, так і однойменних концентратів.

Найбільш розповсюджені схеми, які передбачають отримання колективного мідно-нікелевого або мідно-нікелево-піротинового концентрату (рис. 1).
Вкраплені мідно-нікелеві руди збагачуються за схемами колективної флотації з одержанням колективного мідно-нікелевого концентрату, який залежно від співвідношення міді і нікелю або розділяють на мідний і нікелевий концентрати, або піддають плавці з отриманням файнштейну. При співвідношенні Cu: Ni<2 колективний концентрат піддається плавці з отриманням файнштейну, якщо Cu: Ni>2 колективний концентрат селективно розділяється на мідний і нікелевий концентрати.
Основні труднощі при використанні цих схем пов'язані з виділенням флотаційно активних силікатів (тальку, хлориту, серициту) і вилученням нікелистого піротину. З урахуванням швидкого окиснення піротину, що приводить до зниження його флотованості, схеми будуються таким чином, щоб і розкриті, і зфлотовані сульфіди якомога швидше виводилися з процесу. Для цього, якщо дозволяє характер вкраплення, проводиться міжциклова флотація або флотація в циклі подрібнення, число і об'єм циркулюючих продуктів зводяться до мінімуму і основна флотація проводиться у відкритому циклі. Технологічна схема у ряді випадків включає промпродуктовий цикл, концентрат якого направляється в останню перечисну операцію об'єднаного концентрату міжциклової і основної флотації.

Рис. 2 — Технологічна схема переробки вкрапленої мідно-нікелевої руди з роздільною флотацією пісків і шламів

Крупність подрібнення руди, що надходить у міжциклову флотацію становить 40 — 50 % класу –0,074 мм, у основну флотацію — 60 — 80 % цього класу, промпродукти часто подрібнюються до крупності 100 % класу –0,044 мм.
Основна флотації проводиться у лужному середовищі при рН = 9 — 10. Лужне середовище звичайно створюється содою, але іноді регулятори середовища не застосовуються. Як збирачі використовують бутиловий або аміловий ксантогенати, а також поєднання амілового й ізопропілового ксантогенатів, бутилового ксантогенату і аерофлоту тощо. Ксантогенат часто завантажують у млин, щоб забезпечити взаємодію збирача із щойно відкритою (свіжооголеною) неокисненою поверхнею піротину. Як спінювачі найчастіше використовуються Т-80 і соснове масло. При необхідності застосовують мідний купорос як активатор піротину.
Мінерали породи, головним чином флотаційно активні силікати, депресують рідким склом, карбоксиметилцелюлозою, і рідше сульфоефірами целюлози, мідноаміачними розчинами целюлози тощо. Слід відмітити, що карбоксиметилцелюлоза є активнішим депресором силікатів ніж рідке скло.
Однак не завжди вдається депресувати флотаційно активні силікати у лужному середовищі, і тоді флотація проводиться у кислому середовищі при рН = 3,0 — 5,5. Кисле середовище створюється сірчаною кислотою або сірчистим газом. Слід відмітити, що слабкокисле середовище є кращим, ніж лужне, для активації флотації піротину, яка здійснюється мідним купоросом або мідноаміачним комплексом Cu(NH3)4•SO4•H2O, який утворюється при змішуванні аміаку з мідним купоросом у співвідношенні 2:1. Крім того, застосовують депресори: карбоксиметилцелюлозу або карбоксиметилцелюлозу у поєднання з рідким склом. Флотація проводиться етиловим або аміловим ксантогенатом.

Рис. 3 — Схема селективної флотацій мідно-нікелевих концентратів

Для повнішого вилучення корисних мінералів і особливо піротину застосовують схему з роздільною флотацією пісків і шламів (рис. 2). Роздільна флотація може проводитись як у голові процесу (після подрібнення руди до необхідної крупності), так і після основної флотації, коли застосовується флотація піскової фракції відходів.
Колективний мідно-нікелевий концентрат розділяється флотацією мідних і депресією нікелевих мінералів (рис 3).
Депресія нікелевих мінералів досягається завантаженням вапна до рН = 11 — 12, декстрину, пропаркою з вапном, сумішшю вапна і ціаніду при підвищеній (до 35 °C) температурі пульпи у перечисних операціях, сумішшю вапна і декстрину, вапна і сульфіту натрію. Часто колективний концентрат перед селекцією або після першого етапу мідної флотації додатково подрібнюється.
При необхідності розділення колективного концентрату колективна флотація проводиться без подачі мідного купоросу, тому що він активує нікелеві мінерали і утруднює наступну селекцію.
У цьому випадку звичайно в колективний концентрат, який одержують у лужному середовищі, вилучають халькопірит і пентландит. Вапно застосовується для депресії піротину, який потім активується мідним купоросом і флотується у піротиновий концентрат. Піротиновий концентрат об'єднується з нікелевим концентратом або направляється на металургійну переробку для вилучення з нього заліза, сірки і нікелю.

## Комбінування процесів магнітної сепарації і флотації мідно-нікелевих руд
Комбіновані магнітно-флотаційні схеми переробки мідно-нікелевих руд застосовуються при значному вмісті у рудах міді і нікелю тісно пов'язаних з сильно магнітними різновидами піротину.
Комбінування методів флотації і магнітної сепарації дозволяє більш ефективно вирішувати проблеми комплексного використання мідно-нікелевих руд з одержанням або мідно-нікелевих концентратів з оптимальним співвідношенням вмісту міді і нікелю в них, або однойменних мідних і нікелевих концентратів, або мідних, нікелевих і піротинових концентратів.

## Флотація вкраплених і суцільних мідно-нікелевих руд
Повнота вилучення цінних компонентів при переробці вкраплених мідно-нікелевих руд визначається не тільки вилученням сульфідів нікелю і міді, але й повнотою вилучення піротину, з яким пов'язана іноді значна частина супутніх металів і елементів (кобальту, селену, телуру, металів платинової групи, срібла, золота і ін.).
Суцільні руди, в яких сульфіди представлені в основному халькопіритом, пентландитом і піротином, а співвідношення міді і нікелю не перевищує одиниці, збагачуються за такими ж схемами, як і вкраплені руди.
Значно більшу складність являє збагачення суцільних руд, які містять крім халькопіриту такі сульфіди міді як талнахіт (модифікація халькопіриту) Cu9Fe8S16, кубаніт CuFe2S3, моїхукіт Cu9Fe9S16 і мають співвідношення міді і нікелю більше одиниці. Для переробки таких руд розроблена технологічна схема з попереднім збагаченням крупної руди у важких суспензіях.
Руда піддається двостадіальному дробленню до крупності –100 мм, після чого направляється на промивку і контрольне грохочення по класу 8 мм. Надрешітний продукт грохотів збагачується у важкій феросиліцієвій суспензії густиною 3000 — 3100 кг/м3, де відбувається розділення вкрапленої руди від жильної. Хоча у цьому випадку легка фракція не є відвальною, але основна маса важкої фракції, яка надходить на селективну флотацію, представлена матеріалом стабільного складу з чистою мінеральною поверхнею (не оброблену реагентами), що полегшує селекцію.
Важка фракція, одержана в результаті збагачення у важкій феросиліцієвій суспензії подрібнюється до крупності 85 — 90 % класу –0,044 мм, піддається аерації протягом 15 — 25 хв. і збагачується за схемою прямої селективної флотації з послідовним виділенням мідного, нікелевого і піротинового концентратів. Збирач — бутиловий аерофлот — завантажується у процес аерації. Як спінювач застосовують метилізобутилкарбінол, як активатор мідних мінералів — сульфіт натрію. З відходів мідної флотації після їх згущення отримують багатий нікелевий концентрат, у який вилучається основна частина пентландиту. Флотацію проводять із застосуванням бутилового ксантогенату і метилізобутилкарбінолу.
Піротин вилучається флотацією із відходів нікелевого циклу з використанням бутилового ксантогенату і метилізобутилкарбінолу, але при менших витратах, ніж при нікелевій флотації.
З легкої фракції після її подрібнення до 80 % класу –0,074 мм і флотації із застосуванням бутилового ксантогенату та спінювача Т-80 отримують колективний концентрат і відвальні відходи. Колективний концентрат після пропарки з вапном і подрібнення розділяють на мідний (пінний продукт) і бідний нікелевий концентрати.
Кобальт, елементи платинової групи, золото, срібло, які містяться у мідно-нікелевих рудах, вилучаються у основному у мідний, нікелевий і піротиновий концентрати.

## Вимоги до концентратів флотації мідно-нікелевих руд
Вимоги до нікелевих і мідно-нікелевих концентратів визначаються у кожному конкретному випадку залежно від співвідношення металів, їхнього загального вмісту, складу породних мінералів, наявності супутніх компонентів, і інших умов. Мідно-нікелеві концентрати для наступної плавки на файнштейн повинні містити не менше 3,5 % нікелю, а оксиду магнію, який підвищує тугоплавкість шихти, не більше 15 — 20 %.
Вміст міді в селективних мідних концентратах досягає 30 %, а вміст нікелю в нікелевих концентратах становить 4 — 10,5 %. Колективні мідно-нікелеві концентрати містять 5 — 10 % міді і 7 — 12 % нікелю.

## Використання концентратів
Основна частина нікелю використовується для виробництва сплавів із залізом, хромом, міддю, які відрізняються високими механічними, антикорозійними, магнітними, електричними і термоелектричними властивостями. Особливо це жароміцні і жаростійкі хромонікелеві сплави для реактивних і газотурбінних установок, а також сплави для атомних реакторів.